# Nowy lepszy człowiek
Nowy lepszy człowiek – trzeci studyjny album zespołu Bruno Schulz wydany w 2010 roku nakładem S.P. Records.

## Lista utworów
1. „Chcę patrzeć na Ciebie” – 2:41

2. „Szybki świat” – 2:46

3. „Pobawmy się w ludzi teraz” – 4:32

4. „Nowy lepszy człowiek” – 4:33

5. „Laura” – 3:24

6. „Daleko” – 2:23

7. „Połącz, rozłącz, zapomnij” – 4:29

8. „Zostaw” – 2:52

9. „Wchodzisz czy wychodzisz?” – 3:18

10. „Elektryczny Zając” – 2:39

11. „Drugi wybuch” – 4:21

12. „Trochę nieidealnie” – 3:48

13. „Czarny kwadrat” – 3:40

## Twórcy
- Karol Stolarek – wokal, syntezator
- Marcin Regucki – gitara
- Wit Zarębski – bas
- Wojtek Czyszczoń – perkusja

## Gościnnie
- Michał Marciniak – klawisze, sample
- Michał Kobojek – saksofon w 4 i 11